# Língua mamaindê
Mamaindê, também chamada Nambiquara Norte, é uma língua  Nambiquara falada no Mato Grosso, Brasil, no extremo norte da reserva indígena, Terra Indígena Vale do Guaporé, entre os rios Pardo (Rondônia e Cabixi. Na parte sul da reserva, são encontrados falantes de Sabanê e Nambiquara do Sul.

## História
No início dos anos 1900, havia cerca de 3.000 membros Mamaindê. Seu perigo de extinção surgiu como resultado de várias guerras e massacres intertribais nas décadas de 30 e 40, bem como surtos de sarampo, deixando-os com apenas 50 membros Mamaindê em 1965, de acordo com os esudiosos da SIL, Peter e Shirley Kingston. Sua população começou a se reconstruir nos anos 90, de acordo com trabalhadores da SIL
Tradicionalmente localizado na região do rio Cabixi, o povo Mamaindê pertence à família linguística Nambiquara. Essa família linguística foi amplamente estudada pelo americano Antropólogo e Etnólogo, David Price, que descreve a descoberta do ouro no rio Coxipo em 1719 como a raiz da presença inicial do Português e outras línguas não indígenas na região de Mato Grosso. Sendo uma variedade de Nambiquara do Norte, o grupo indígena Mamaindê, especificamente, só entrou em contato com a sociedade brasileira há cerca de três gerações. Foi somente em 1911 que os portugueses de fato começando a se estabelecer na área Nambiquara, acompanhando a disseminação da linha telegráfica pelo Brasil. Através do contato entre indígenas e não-indígenas foi violento e pacífico, o sarampo e os massacres finalmente começaram a exterminar a maioria das tribos Nambiwaran. Esse genocídio, que ocorreu em um período de 30 anos, abriu o caminho para a assimilação dos sobreviventes às populações locais brasileiras (especialmente após a perda de suas terras), e acabou levando à criação de pidgins/dialetos entre suas línguas indígenas e o português.
Com um processo árduo, os Mamaindê foram uma das poucas tribos capazes de recuperar o "título legal de suas terras".Sendo-lhes inicialmente dada uma reserva fortemente empobrecida em 1961, e isso especialmente cansativo. Decidiram caminhar de volta para sua terra original antecipando melhores condições de vida, embora tenham perdido 30% de sua população já decadente em sua jornada de 400 km. Em tempos de desespero e esperança de dar mais chance de sobrevivência à prole, as mães Mamaindê chegavam a viajar até a rodovia Cuiabá-Porto Velho para entregar os bebês aos caminhoneiros e transeuntes. Durante esses tempos difíceis, quando sua população estava reduzida a 50 pessoas e a caminho da extinção, SIL, uma organização sem fins lucrativos de desenvolvimento de idiomas, se envolveu em suas comunidades. Essa organização trouxe missionários [[Protestantismo|Protestante]s] para as comunidades Mamaindê, o que era diferente da maioria dos grupos Nambiquara que estavam principalmente em contato com missionários Católicos.
 A crescente familiaridade com a Bíblia fez com que parte dela fosse traduzida para a língua Mamaindê. As gerações jovens eram frequentemente encorajadas a estudar em escolas missionárias localizadas longe de suas aldeias, onde eram formalmente educadas na prática da religião em suas aldeias e nas normas do "modo de vida dos brancos". Empurrando por sustentabilidade e trabalhando para o desenvolvimento da comunidade, a SIL conseguiu dar o pontapé inicial em seu avanço na preservação da cultura, língua e população Mamaindê.

### Família de idiomas
A família linguística da qual Mamaindê pertence é Nambikwara (também escrito Nambicuara ou Nambiquara). Os falantes de línguas desta família já viveram ou viveram na Chapada dos Parecis, no Vale do Guaporé e na região norte entre os rios Rio Iquê e os rios Cabixi e Piolho. As línguas Nambiquara podem ser divididas em três divisões: Sabanê, Nambiquara do Norte e Nambiquara do Sul, Idiomas dentro de cada divisão são mutuamente inteligível, dado que são considerados dialetos ou variações. O Multilinguismo é comum entre os Nambiquara que vivem nas áreas do norte devido ao forte contato com diferentes línguas Nambiquara, bem como o português. Conforme mencionado anteriormente, de acordo com David Price, o contato entre falantes de português e falantes de línguas nambiquara ocorreu inicialmente quando os portugueses começaram a viajar pelo território nambiquara em busca de ouro.

### Trabalhos sobre Nambiquara
David Price contribuiu muito para a pesquisa sobre a comunidade Nambiquara e concentrou sua pesquisa de campo nelas para sua dissertação de doutorado em antropologia (1967-1970). Ele trabalhou com/para "a agência governamental responsável pelos povos indígenas", a FUNAI, para ajudar a comunidade Nambiquara. Além disso, Price escreveu "The Nambiquara Linguistic Family" que classificou 6 das línguas da família. Sua contribuição para a documentação Nambiquara não terminou aí, pois ele também escreveu o artigo publicado "Pareci, Cabixi, Nambiquara: um estudo de caso na classificação ocidental dos povos nativos" (Journal de la Societe des Americanistes. 69:129-48, 1983). O livro que mergulha em cada grupo nambiquara específico e sua história chamado "Before the Bulldozer", também foi escrito por Price em 1989.
Nambiquara tem várias outras literaturas linguísticas disponíveis também. Uma gramática descritiva pode ser encontrada para Nambiquara; Menno Kroeker escreveu o artigo de jornal "A Descriptive Grammar of Nambikuara" em 2001, que foi publicado pela The University of Chicago Press. Este trabalho inclui informações sobre as línguas da família Nambiquara em termos de cláusulas gramaticais, verbos, substantivos, vogais, frases, sílabas, adjetivos, consoantes, etc. Este texto geralmente explica a gramática sobre Nambiquara. De acordo com Klein e Stark no livro que editaram intitulado "South American Indian Languages: Retrospect and Prospect", Nambiquara também tem descrições fonológicas e uma gramática pedagógica, bem como um artigo sobre os detalhes fonológicos das línguas.

### Trabalho em Mamaindê
A partir dos anos 60, o SIL (antigo Summer Institute of Linguistics, Inc.) trabalhou entre os Mamaindê, o que poderia ser considerado um projeto de documentação da língua. Suas documentações sobre Mamaindê incluem especificamente o seguinte: tese de mestrado inédita de Peter Kingston sobre repetição Mamaindê e outras características do discurso (Reading University, 1974), "Sufixos referenciais e o elemento nominal na lingua Mamaindê" de Kingston sobre morfologia do verbo e do substantivo (publicado na Serie Linguistica 5 :31-81, Brasília, SIL), o livro de David Price "Before the Bulldozer" em que a história Mamaindê é coberta em uma seção (1989), a dissertação de Paul Aspelin sobre a troca de alimentos Mamaindê (1979), a tese de fonologia publicada de Dave Eberhard sobre o acento Mamaindê (1995) e seus dois artigos sobre recursos prosódicos; um artigo sobre Mamaindê nasais (no site Rutgers Optimality Archives) e um artigo sobre o tom Mamaindê (nos anais do Simpósio sobre Línguas e Culturas Andinas e Amazônicas, 2004, Vrije Universitieit, Amsterdã).
Outra pesquisa realizada com os Mamaindê inclui a pesquisa de Joan Miller iniciada em 2002. Miller é doutor em Antropologia Social (CAPES Conceito 7) pela Universidade Federal do Rio de Janeiro, UFRJ, Brasil e tem um trabalho intitulado As coisas. Decorações corporais e noção de pessoa para os Mamaindê (Nambiquara) 2007. Realizou um projeto de pesquisa de 2007 a 2008 intitulado Regimes de objetivação e subjetivação na Amazônia: um estudo dos adornos corporais de Mamainde (Nambiquara). Este projeto visa incluir a análise etnográfica Mamainde no debate sobre regimes de objetivação e subjetivação na Amazônia e em outros contextos etnográficos como a Melanésia (Currículo Lattes).
Edilberto Fernandes Syryczyk é Doutor em Educação em Ciências e Matemática, Programa REAMEC - UFMT (2016) que abrange diversas categorias, incluindo Conhecimento Matemático Indígena, Etnomatemática Indígena, Cultura Indígena, Etnologia de Nambiquara, Conhecimento Matemático em Mamaindê. Contribuiu para um projeto de extensão chamado Arts & Culture Yucotindu que visa promover a revitalização da cultura Mamainde. O projeto trabalha para fomentar espaços de troca de conhecimento cultural entre os Mamaindê, por exemplo, valorizando a tradição dos utensílios artesanais (Currículo Lattes).

## Variedades
Entre as línguas nambiquaras, pelo menos setentrional (mamainde), sulista (nambiquara) e sabane são mutuamente ininteligíveis. Mamainde, no entanto, é um grupo de dialetos, e suas variedades às vezes são consideradas línguas distintas. As seguintes distinções são feitas por Eberhard (2009). Os números da população são os do Ethnologue 16, datado de 2007:
- Mamaindê propriamente dito (incluindo Nagarotê, 330 falantes)
- Latundê (20)
- Lakondê (1)
- Tawaindê (ou Da’wan’du; Língua atestada|não atestada e falantes desconhecidos)
- Yalakalore (extinta e não atestada)
- Yalapmunde (Alapmunte; extinto e não atestada)

Yelelihre é outra variedade Nambiquaran não atestada.

## Distribuição
Anonby & Eberhard listam as localizações geográficas para as seguintes 3 variedades de línguas Nambikuara do Norte.
- Os Mamaindê (população: 200) vivem em Capitão Pedro, Mato Grosso, uma aldeia localizada perto de Vilhena, Rondônia.
- Os Negarotê (população: 100) vivem em uma aldeia principal perto da cidade de Comodoro, Mato Grosso, bem como outra aldeia próxima à cidade de Nova Alvorada, [[Mato Grosso] ].
- Os Latundê (população: 20) vivem na reserva de Tubarão-Latundê, localizada cerca de 150 quilômetros a oeste de Vilhena, Rondônia. A reserva tem 3 aldeias.
  - Rio do Ouro: predominantemente étnico Aikanã]]
  - Gleba: contém etnia Aikanã, Kwazá, e Latundê
  - Barroso: mostly ethnic Latundê

## Escrita
A língua usa o alfabeto latino sem as letras B, C, G, G, Q, V, Z.

## Fonologia

### Consoantes
Mamaindê tem 33 sons consoantes:
|                           | Labial | Alveolar | Alveo Palatal som modificado | Palatal som modificado! Pre-Velar | Velar | Glotal Oclusiva |   |
| ------------------------- | ------ | -------- | ---------------------------- | --------------------------------- | ----- | --------------- | - |
| Plosiva                   | p b    | t d      |                              |                                   | k̯     | k g             | ʔ |
| Plosiva Aspirada          | pʰ     | tʰ       |                              |                                   |       | kʰ              |   |
| Implosiva                 | ɓ      | ɗ        |                              |                                   |       |                 |   |
| Fricativa                 | ɸ      | s        | ʃ                            | j̥                                 |       | ʍ               | h |
| Africada                  |        |          | tʃ                           |                                   |       |                 |   |
| Nasal                     | m      | n̥ n      |                              |                                   |       | ŋ               |   |
| Oral/Nasal*               | bm     | dn       |                              |                                   |       | gŋ              |   |
| Lateral Fricativa Lateral |        | ɬ        |                              |                                   |       |                 |   |
| Lateral                   |        | l        |                              |                                   |       |                 |   |
| Vibrante                  |        | ɾ̥ ɾ      |                              |                                   |       |                 |   |
| Semivogal                 | w      |          |                              | j                                 |       |                 |   |

### Vogais
Mamaindê tem 20 sons vogais:
|         | Anterior | Central      | Posterior |
| ------- | -------- | ------------ | --------- |
| Fechada |          | u, ũ, ṵ, ṵ̃ ʊ |           |
| Medial  | e, ẽ, ḛ  | ə            | o, õ, o̰   |
| Aberta  |          | a, ã, a̰, ã̰   |           |

Os aspectos de morfologia para Mamaindê incluem tipologia morfológica, processos morfológicos e categorias gramaticais. No tópico de tipologia morfológica, Mamaindê é altamente polissintética e uma língua aglutinativa. ambientes, bem como em muitas formas (por exemplo reduplicação de sufixo, reduplicação de prefixo e casos excepcionais). Outro processo morfológico em Mamaindê é [[Head-marking language|head-marking] ] em que a posse é marcada "no núcleo do sintagma nominal (o possuído) e não no dependente (o possuidor)". As categorias gramaticais em Mamaindê consistem em tipos de substantivos, tipos de verbos, advérbios, conjunções e interjeições.

### Pronomes
Mamaindê inclui três pessoas pronomes [ta̰i], [wa̰i] e [ha̰i]; primeira, segunda e terceira pessoa, respectivamente. Estes são usados para se referir a todas as relações gramaticais básicas incluindo sujeito, objeto (como exemplificado em a) e objetos indiretos (como exemplificado em b).
|ta-sawis-anãʔã hiksamañ-ta-latʰa-Ø-wa. |PS1-neto-PL long.for-O1-S3-PRS-DECL. |Sinto falta dos meus netos.}}
|hãi nalik-ka-hensoʔ na-naʔ-Ø-wa. |PN3 lembrar-OBL-SEMPRE COP-S1-PRS-DECL. |Lembro-me deles o tempo todo.}}

### Classificadores de substantivos
Sem formar uma unidade morfológica real com o substantivo, os classificadores de substantivos são livres, embora existam no mesmo sintagma nominal do substantivo que qualificam. Esses itens lexicais são um traço distintivo do Mamaindê e de todas as línguas Nambiquara, sendo "um componente crucial da morfologia". Existe um conjunto de 24 classificadores nominais em Mamaindê; alguns obrigatórios (quando o classificador altera o significado da base, por exemplo) e outros opcionais devido à redundância. Nesta linguagem, o classificador é obrigatório "em tal construção" já que os substantivos são frequentemente caracterizados por atributos físicos (forma, estado, função, etc.). Eles são finalmente distribuídos em 3 categorias funcionais: modificadres nominais como em (a), anafórica como em (b) e nominalizdores verbais como em (c). Essas categorias funcionais "demonstram a natureza penetrante e produtiva desta classe morfológica".
a)
|nũsa-halo-kʰu |PS1.PL-land-NCL.LAND |nossa terra}}
b)
|nakatos-tu na-halo-kʰu un-jeʔ-latha-Ø-wa. |Negarotê-FNS PS3-land-NCL.LAND far-EMP-S3 -PRS-DECL |A terra do Negarotê está muito longe.}}
2
|nãinʔtoh, na-kʰu naih ʔaḭ-ten-aʔ-Ø-wa.|CN.EVEN.SO PS3-NCL.LAND ainda go-DES-1P-PRS-DECL |Mesmo assim, ainda pretendo ir para suas terras.}}
c) |mãn-kalo-tu |ser.hot-NCL.FLAT.THING-FNS |coisa chata/pano/roupas}}

### Reduplicação de sufixo
Em Mamaindê, a reduplicação de sufixos ocorre em substantivos e verbos. Os dois tipos são sufixos monossílaba e sufixos dissilábica. . As reduplicações com sufixo não copiam, em Mamaindê, a mesma estrutura silábica da raiz. Codas nunca copiam, portanto, sufixo a reduplicação só ocorre quando há uma mora na sílaba. Os dois modelos e exemplos são mostrados abaixo.

#### Modelos de reduplicação de sufixo
MONOSSÍLABICO:  σµ
DISILÁBICO:  σµ σµ
| base   | reduplicar | resultado |           |
| ------ | ---------- | --------- | --------- |
|        | σµ         |           |           |
| /sami/ | sou eu     | [samimi]  | sussurrar |

| base    | reduplicar | resultado   |               |
| ------- | ---------- | ----------- | ------------- |
|         | σµ σµ      |             |               |
| /kaluʔ/ | k a l u ʔ  | [kaluʔkalu] | formiga: tipo |

## Sintaxe

### A Construção Impessoal
Mamaindê é uma língua em final de núcleo com cláusulas transitivo e intransitivo. As orações transitivas têm a estrutura de SOV e as intransitivas a ordem de SV. Mamaindê tem uma construção chamada de impessoal. Nesta construção, um sujeito de terceira pessoa fictício/semanticamente vazio é trazido e o sujeito de primeira pessoa é regulado para um status oblíquo. A construção impessoal afeta toda a oração porque ela causa mudanças nas relações verbo-argumento. (exceto algumas exceções que são semanticamente transitivas).
As construções impessoais em Mamainde são semelhantes ao caso absolutivo em sistemas ergativo, porém certas distinções ainda a marcam como sua. Eles são semelhantes no modo que compartilham a característica de usar um marcador de objeto para marcar o sujeito de certos intransitivos, criando assim uma ligação formal entre o sujeito dos intransitivos e o objeto dos transitivos. Isso não ocorre com todos os intransitivos em Mamaindê (só ocorre com verbos emotivos), por isso é considerado um sistema intransitivo dividido.
Há cinco grandes distinções que a construção impessoal em Mamaindê mantém que a separa da ergatividade dividida. Em primeiro lugar, os impessoais são identificados por marcações em verbos em vez de substantivos. Em segundo lugar, os impessoais ligam o sujeito dos intransitivos ao objeto do transitivo via morfologia em que o sujeito subjacente é marcado como um objeto na superfície. Os sistemas ergativo-absolutivos geralmente abordam essas situações com uma simples marcação de superfície. Uma terceira distinção é que a construção impessoal codifica o objeto indireto no verbo. Em quarto lugar, um requisito de construções impessoais é a introdução de uma terceira pessoa fictícia que não é necessária para o caso absolutivo. Por fim, enquanto o caso absolutivo pode ser usado com qualquer pessoa como agente de um verbo, impessoal só é distinguível com agentes que não são de terceira pessoa.
Cláusula impessoal:
2.5 |to̰-ta-latʰa-Ø-wa |doente-O1-S3-PRS-DECL |É doente para mim (eu estou doente)}}
Cláusula impessoal exibindo a possibilidade menos frequente de ser transitiva em nível semântico:
2.5 |takalah-ta-latʰa-Ø-wa |to.dislike-O1-S3-PRS-DECL |Não gosto de mim (não gosto)}}

## Semântica

### Pluralidade
Em Mamaindê, nenhum conjunto distinto de pronomes designa número, mas na verdade é indicado por um afixo plural como demonstrado em (a) onde "criança" se torna "crianças". O marcador de número /-nãʔã/ é adjacente ao pronome estritamente quando a pluralidade é o foco como em (b). Neste exemplo em particular, o pronome na segunda frase é singular embora netos (sendo o referente) seja plural, dada a primeira frase. Assim, quando esse afixo plural está ausente, deve-se assumir a singularidade do substantivo ou simplesmente esse número não está especificamente em foco no enunciado. Esse padrão de valores padrão, como exemplificado pelos achados de Eberhard em Mamaindê, também é encontrado com marcadores de gênero e temporais.
Além da falta de um morfema independente para plurais neste idioma, também não há "equivalente plural para a segunda e terceira pessoa (com afixo possessivo)".
b)
|ta-sawis-anãʔã hiksamañ-ta-latʰa-Ø-wa. |PS1-neto-PL longo.for-O1-S3-PRS-DECL.|Sinto falta meus netos.}}
L.5
|hãi nalik-ka-hensoʔ na-naʔ-Ø-wa. |PN3 lembrar-OBL-SEMPRE COP-S1-PRS-DECL. |Lembro-me deles o tempo todo.}}
c)
|hãi-nãʔã na-set-sa̰ takoʔtakon-latʰa-Ø-wa. |PN3-PL PS3-speak-NCL.SPEECH torto-S3-PRS-DECL |Todos deles, seu discurso, é torto.}}
d) |nakatosa-nãʔã ha̰i-soʔka-ta-nãʔã kanih-jeʔ-latʰa-Ø-wa. |Negarotê-PL PN3-NCL.HUM-FEM-PL muitos -EMP-S3-PRS-DECL |As mulheres Negarotê são muitas.}}

## LIgações externas
- Maimandê em Omniglot.com
- Maimandê em Ethnologue
- Maimandê em  Native Languages
- Maimandê em SIL
- EBERHARD, David Mark. Mamaindê Grammar: Mamaindê Grammar: A Northern Nambikwara language and its cultural context
- Vocabulário mamaindé - KINGSTON, Peter K.E. (ILV).